# Flavius Victor
Flavius Victor szarmata származású római katona, hadvezér, a magister equitum rang birtokosa, a 369. év consulja.
Victor II. Constantius katonája volt és keleten szolgált 360-ban, amikor Iulianus átvette a hatalmat. Victor – annak ellenére, hogy hívő keresztény volt – megmaradt a hadsereg fővezérei között Iulianus uralkodásának idején is. Ebben a minőségében volt jelen a 363-as perzsa-hadjáraton, melynek során Iulianus elesett. Ekkor Victor volt az egyik legbefolyásosabb rangidős tiszt, a tisztek keresztény frakciójának vezetője és jelentős szerepet játszott az új keresztény császár megválasztásában, majd Iovianus gyors halála után a lovassági parancsnok Valentinianus megválasztásában is. A keresztény szárnyhoz rajta kívül még Arintheus, a pogány klikkhez Dagalaifus és Nevitta tartoztak.
A következő időszakban – Valens alatt – magister peditum rangot kapott, később magister equitum lett és 369-ig a gótokkal hadakozott. Ugyanebben az évben nevezték ki consullá. Victor volt a 378-as hadrianopolisi csata egyik hadvezére, ahol a római sereg hatalmas, sorsdöntő vereséget szenvedett a gótok ellen.
Utolsó éveit feleségével a birodalom keleti részében töltötte, főleg Antiochiában.
| Elődei: Valentinianus és Valens | Consul 369 collega: Valentinianus Galates | Utódai: I. Valentinianus és Valens |